# Internazionali di Tennis del Friuli Venezia Giulia 2015
Gli Internazionali di Tennis del Friuli Venezia Giulia 2015 sono stati un torneo di tennis facente parte della categoria ATP Challenger Tour nell'ambito dell'ATP Challenger Tour 2015. È stata la 12ª edizione del torneo che si è giocato a Cordenons in Italia dal 15 al 23 agosto 2015 su campi in terra rossa e aveva un montepremi di €46,810+H che ha visto la vittoria del serbo Filip Krajinović.

## Partecipanti singolare

### Teste di serie
| Nazionalità | Giocatore               | Ranking* | Testa di serie |
| ----------- | ----------------------- | -------- | -------------- |
| Spagna      | Albert Ramos Viñolas    | 55       | 1              |
| Italia      | Paolo Lorenzi           | 83       | 2              |
| Serbia      | Filip Krajinović        | 97       | 3              |
| Spagna      | Albert Montañés         | 113      | 4              |
| Francia     | Kenny de Schepper       | 143      | 5              |
| Spagna      | Roberto Carballés Baena | 168      | 6              |
| Slovacchia  | Andrej Martin           | 180      | 7              |
| Italia      | Filippo Volandri        | 181      | 8              |

- Ranking al 27 luglio 2015.

### Altri partecipanti
Giocatori che hanno ricevuto una wild card:
- Omar Giacalone
- Lorenzo Sonego
- Adelchi Virgili
- Andrea Pellegrino

Giocatori che sono passati dalle qualificazioni:
- Jaume Munar
- Nikola Mektić
- Nicola Ghedin
- Matteo Trevisan

## Partecipanti doppio

### Teste di serie
| Nazionalità | Giocatore      | Nazionalità | Giocatore      | Ranking* | Testa di serie |
| ----------- | -------------- | ----------- | -------------- | -------- | -------------- |
| Austria     | Julian Knowle  | Austria     | Philipp Oswald | 92–78    | 1              |
| Francia     | Fabrice Martin | India       | Purav Raja     | 33-59    | 2              |
| Croazia     | Dino Marcan    | Croazia     | Antonio Sancic | 135-81   | 3              |
| Italia      | Flavio Cipolla | Romania     | Adrian Ungur   | 199-316  | 4              |

- Ranking a febbraio 2017.

## Vincitori

### Singolare
Filip Krajinović ha battuto in finale  Adrian Ungur con il punteggio di 5–7, 6–4, 4–1 (RET)

### Doppio
Andrej Martin /  Igor Zelenay hanno battuto in finale  Dino Marcan /  Antonio Sancic con il punteggio di 6–4, 5–7, [10–8]